# Kidane-Mariam Teklehaimanot
Kidane-Mariam Teklehaimanot (* 10. September 1933 in Monoxoito, Äthiopien; † 2. Juni 2009) war Bischof der Eparchie Adigrat der äthiopisch-katholischen Kirche.

## Leben
Kidane-Mariam Teklehaimanot empfing am 20. Dezember 1964 die Priesterweihe.
Papst Johannes Paul II. ernannte ihn 1984 zum fünften Bischof der Eparchie Adigrat der Äthiopisch-Katholischen Kirche. Die Bischofsweihe spendete ihm am 10. Februar 1985 der Erzbischof der Erzeparchie Addis Abeba und spätere Kardinal Paulos Tzadua; Mitkonsekratoren waren sein Amtsvorgänger Sebhat-Leab Worku SDB, und Zekarias Yohannes, Weihbischof in der Eparchie Asmara. Er war Vertreter Äthiopiens in der Vereinigung der Bischofskonferenzen Ostafrikas (AMECEA).
2001 nahm Papst Johannes Paul II. seinen altersbedingten Rücktritt an.